# NASCAR 2000
NASCAR 2000 est un jeu vidéo de course NASCAR sorti en 1999 et fonctionne sur PlayStation, Game Boy Color, Nintendo 64 et Windows.
Le jeu est développé par Stormfront Studios et édité par EA Sports. Il s'agit du troisième titre NASCAR d'Electronic Arts, après NASCAR 99 et NASCAR 98.

## Pilotes disponibles
- John Andretti
- Johnny Benson
- Geoffroy Bodine
- Jeff Burton
- Ward Burton
- Wally Dallenbach
- Dale Earnhardt
- Dale Earnhardt Jr.
- Bill Elliott
- Jeff Gordon
- Bobby Hamilton (en)
- Ernie Irvan
- Kenny Irwin Jr.
- Dale Jarrett
- Bobby Labonte
- Terry Labonte
- Kevin Lepage
- Chad Little
- Sterling Marlin
- Mark Martin
- Jeremy Mayfield
- Joe Nemechek
- Steve Park
- Adam Petty
- Kyle Petty
- Richard Petty
- Ricky Rudd
- Ken Schrader
- Mike Skinner
- Tony Stewart
- Kenny Wallace
- Rusty Wallace
- Darrell Waltrip
- Michael Waltrip